# Boris Lukitsch Laptew
Boris Lukitsch Laptew (russisch Борис Лукич Лаптев; englische Transkription Boris Lukich Laptev; * 23. April 1905 in Kasan; † 15. Januar 1989) war ein russischer Mathematiker, der sich mit Geometrie und Mathematikgeschichte beschäftigte.
Laptew wurde 1939 bei Pjotr Alexejewitsch Schirokow (1895–1944) promoviert (Geometrie von Finsler-Räumen). Er war Professor an der Universität Kasan. Er befasste sich neben Differentialgeometrie (speziell Räume von Linienelementen, Finsler-Räume) und nichteuklidischer hyperbolischer Geometrie auch mit Mathematikgeschichte und insbesondere mit seinem Vorgänger an der Universität Kasan, dem Mitbegründer der nichteuklidischen Geometrie Nikolai Iwanowitsch Lobatschewski. Beispielsweise schrieb er dessen Biographie für die Große Sowjetenzyklopädie und fand heraus, dass dieser durch Vorlesungen des Gauß-Schülers Johann Christian Martin Bartels in Kasan über Mathematikgeschichte, die dieser nach der Mathematikgeschichte von Montucla hielt, zu seinen Forschungen angeregt wurde.